# L'Orbrie
L'Orbrie és un municipi francès situat al departament de Vendée i a la regió de País del Loira. L'any 2007 tenia 825 habitants.

## Demografia

### Població
El 2007 la població de fet de L'Orbrie era de 825 persones. Hi havia 328 famílies de les quals 68 eren unipersonals (20 homes vivint sols i 48 dones vivint soles), 128 parelles sense fills, 128 parelles amb fills i 4 famílies monoparentals amb fills.
La població ha evolucionat segons el següent gràfic:
Habitants censats

### Habitatges
El 2007 hi havia 381 habitatges, 331 eren l'habitatge principal de la família, 30 eren segones residències i 20 estaven desocupats. 376 eren cases i 5 eren apartaments. Dels 331 habitatges principals, 281 estaven ocupats pels seus propietaris, 43 estaven llogats i ocupats pels llogaters i 7 estaven cedits a títol gratuït; 1 tenia una cambra, 6 en tenien dues, 32 en tenien tres, 82 en tenien quatre i 210 en tenien cinc o més. 284 habitatges disposaven pel capbaix d'una plaça de pàrquing. A 117 habitatges hi havia un automòbil i a 196 n'hi havia dos o més.

### Piràmide de població
La piràmide de població per edats i sexe el 2009 era:
| Homes | Edats   | Dones |
| ----- | ------- | ----- |
| 0     | 95 o +  | 0     |
| 0     | 90 a 94 | 4     |
| 0     | 85 a 89 | 0     |
| 0     | 80 a 84 | 4     |
| 4     | 75 a 79 | 16    |
| 20    | 70 a 74 | 8     |
| 28    | 65 a 69 | 12    |
| 12    | 60 a 64 | 36    |
| 8     | 55 a 59 | 12    |
| 44    | 50 a 54 | 32    |
| 32    | 45 a 49 | 48    |
| 28    | 40 a 44 | 36    |
| 44    | 35 a 39 | 32    |
| 20    | 30 a 34 | 36    |
| 12    | 25 a 29 | 4     |
| 8     | 20 a 24 | 8     |
| 24    | 15 a 19 | 36    |
| 36    | 10 a 14 | 32    |
| 24    | 5 a 9   | 28    |
| 12    | 0 a 4   | 24    |

## Economia
El 2007 la població en edat de treballar era de 555 persones, 419 eren actives i 136 eren inactives. De les 419 persones actives 397 estaven ocupades (211 homes i 186 dones) i 22 estaven aturades (10 homes i 12 dones). De les 136 persones inactives 58 estaven jubilades, 43 estaven estudiant i 35 estaven classificades com a «altres inactius».

### Ingressos
El 2009 a L'Orbrie hi havia 338 unitats fiscals que integraven 887 persones, la mediana anual d'ingressos fiscals per persona era de 19.569 €.

### Activitats econòmiques
Dels 16 establiments que hi havia el 2007, 1 era d'una empresa extractiva, 1 d'una empresa alimentària, 1 d'una empresa de fabricació d'altres productes industrials, 3 d'empreses de construcció, 1 d'una empresa de comerç i reparació d'automòbils, 1 d'una empresa d'hostatgeria i restauració, 3 d'empreses financeres, 1 d'una empresa de serveis, 3 d'entitats de l'administració pública i 1 d'una empresa classificada com a «altres activitats de serveis».
Dels 4 establiments de servei als particulars que hi havia el 2009, 1 era una fusteria, 1 lampisteria, 1 perruqueria i 1 restaurant.
L'únic establiment comercial que hi havia el 2009 era una fleca.
L'any 2000 a L'Orbrie hi havia 4 explotacions agrícoles.

## Equipaments sanitaris i escolars
El 2009 hi havia 1 escola elemental i 1 escola elemental integrada dins d'un grup escolar amb les comunes properes formant una escola dispersa.

## Poblacions properes
El següent diagrama mostra les poblacions més properes.